# Rundholz

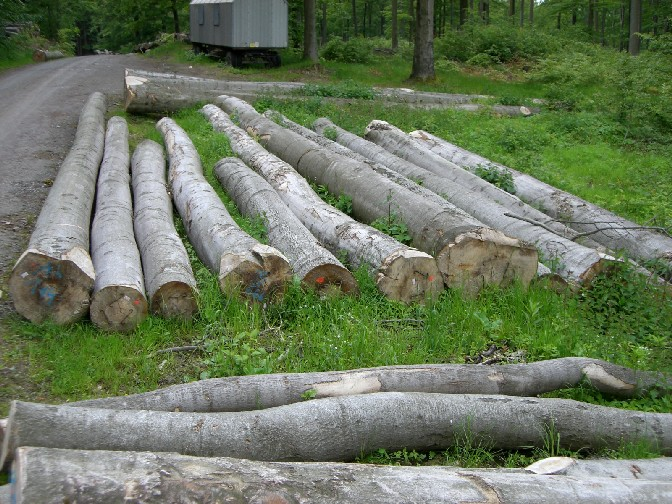
Buchen-Rundholz am Weg zum Verkauf gelagert

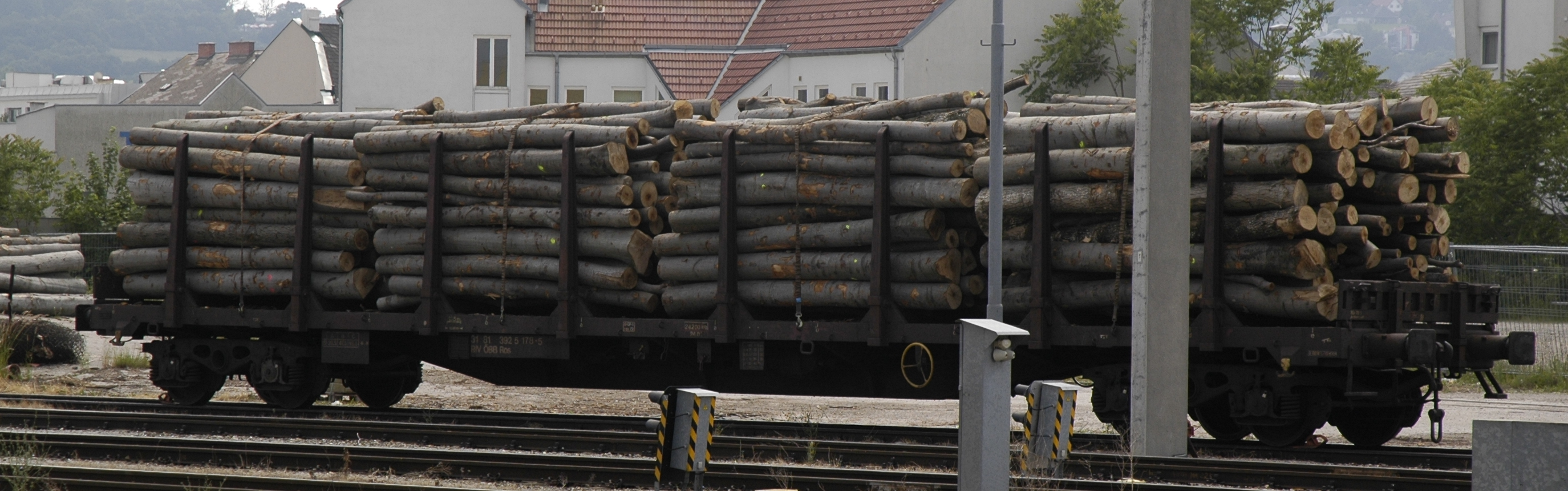
Rundholz auf Rungenwagen verladen

Rundholz ist Rohholz in runder und (in Längsrichtung) ungeteilter Form, also in aller Regel nicht weiter verarbeitete Stammstücke gefällter Bäume. In Österreich wird es auch als Bloch bezeichnet. Es fällt in die Kategorie Derbholz.

## Begriffe
Der Begriff Rundholz wurde und wird nicht eindeutig verwendet und definiert. In aller Regel werden unter Rundholz nicht weiter verarbeitete Stammstücke gefällter Bäume verstanden.
Nicht als Rundholz gelten Reisigholz und Stockholz (Baumstumpf und Wurzelwerk), sowie in Längsrichtung geteiltes Holz (Schnittholz) mit rechteckigem Querschnitt (Balken, Bohlen, Bretter, Kanthölzer).
Umgangssprachlich werden als Rundhölzer auch allerlei zylindrische bearbeitete (rundgeschälte) Holzstangen bezeichnet, z. B. Pflöcke, Holzmasten, Hopfenstangen, runde Zaunpfähle; siehe auch Baurundholz. Laut RVR zählen jedoch weiter bearbeitete Hölzer weder zum Roh- noch zum Rundholz.
Der Begriff Rundholz sagt weder etwas über die spätere Verwendung noch über die Länge oder über die Mengeneinheiten, in denen es verrechnet wird, aus.

### Verhältnis zum Rohholz
Sämtliches Rundholz ist Teil des Rohholzes. Rohholz kann Elemente enthalten, die nicht als Rundholz gelten, wie ganze Wipfelstücke. Umgekehrt kann Rohholz auch weiterverarbeitetes Rundholz sein, z. B. gelten Hackschnitzel oder Scheitholz als Rohholz.

## Nutzung

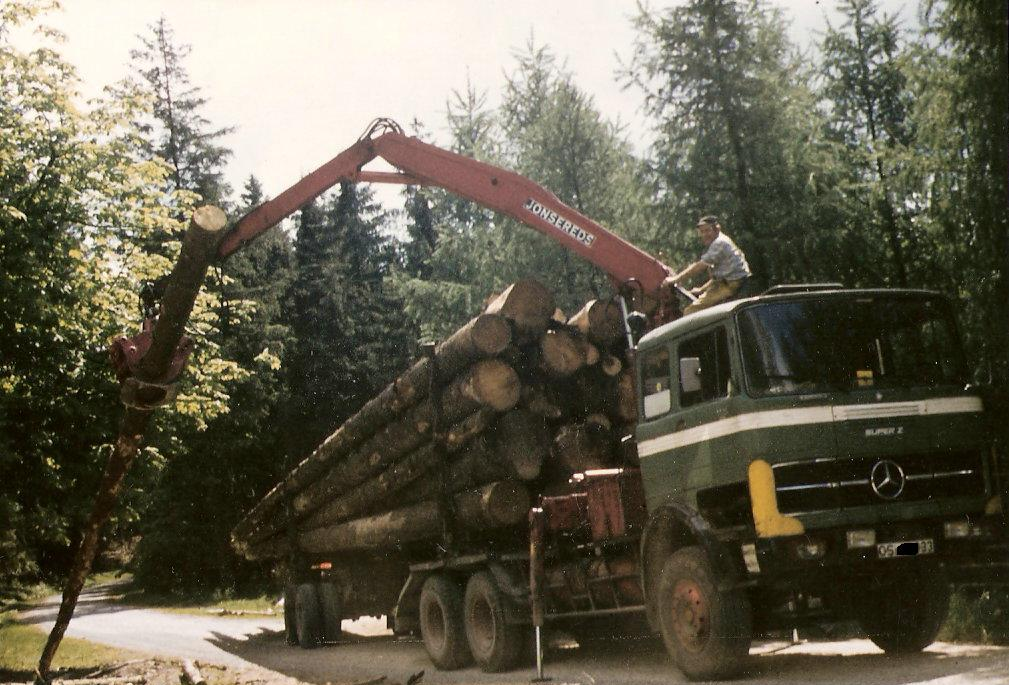
Abtransport von Langholz

Rundholz ist in aller Regel das Haupt- und Zielprodukt der Forstwirtschaft. Es dient als Rohstoff für die Holzwirtschaft. Als Sägerundholz wird es in der Säge- und Furnierindustrie zu Schnittholz (z. B. Bauholz, Bretter, Balken) oder Furnier verarbeitet, als Industrie(rund)holz in der Holzwerkstoffindustrie zu Holzwerkstoffen wie Spanplatten, OSB, Zellstoff oder Holzschliff oder als Energieholz als Brennstoff verwendet. Bei Energieholz werden die Bezeichnungen Rundholz und Blochholz auch für ungespaltenes, gelängtes Brennholz (Prügel, als Meterholz oder kürzer, in Unterscheidung zum gespaltenen Scheitholz) verwendet.

## Standards

### Deutschland
Die wesentlichen Standards sind in der Rahmenvereinbarung für den Rohholzhandel in Deutschland geregelt, der sämtliches Rohholz umfasst.

### Österreich
Wesentliche Standards sind in den Österreichischen Holzhandelsusancen festgelegt.